# Regions Morgan Keegan Championships and the Cellular South Cup 2008 - Qualificazioni singolare maschile
Le qualificazioni del singolare maschile del Regions Morgan Keegan Championships and the Cellular South Cup 2008 sono state un torneo di tennis preliminare per accedere alla fase finale della manifestazione. I vincitori dell'ultimo turno sono entrati di diritto nel tabellone principale. In caso di ritiro di uno o più giocatori aventi diritto a questi sono subentrati i lucky loser, ossia i giocatori che hanno perso nell'ultimo turno ma che avevano una classifica più alta rispetto agli altri partecipanti che avevano comunque perso nel turno finale.
Le qualificazioni del torneo Regions Morgan Keegan Championships and the Cellular South Cup  2008 prevedevano 16 partecipanti di cui 4 sono entrati nel tabellone principale.

## Teste di serie
1. Bobby Reynolds (Qualificato)
2. Igor' Kunicyn (primo turno)
3. Amer Delić (primo turno)
4. Wayne Odesnik (primo turno)

1. Gilles Müller (Qualificato)
2. Kei Nishikori (ultimo turno)
3. Sam Warburg (ultimo turno)
4. Jesse Witten (primo turno)

## Qualificati
1. Bobby Reynolds
2. Jesse Levine

1. Frédéric Niemeyer
2. Gilles Müller

## Tabellone

### Legenda
| - Q = Qualificato - WC = Wild card - LL = Lucky loser | - ALT = Alternate - SE = Special Exempt - PR = Protected Ranking | - w/o = Walkover - r = Ritirato - d = Squalificato |

### Sezione 1
|  | Primo turno | Primo turno    | Primo turno    | Primo turno | Primo turno |  |  | Ultimo turno | Ultimo turno   | Ultimo turno   | Ultimo turno | Ultimo turno |  |
|  |             |                |                |             |             |  |  |              |                |                |              |              |  |
|  | 1           | Bobby Reynolds | Bobby Reynolds | 6           | 6           |  |  |              |                |                |              |              |  |
|  |             | Ryan Sweeting  | Ryan Sweeting  | 4           | 4           |  |  | 1            | Bobby Reynolds | Bobby Reynolds | 6            | 3            |  |
|  | 6           | Kei Nishikori  | Kei Nishikori  | 6           | 6           |  |  | 6            | Kei Nishikori  | Kei Nishikori  | 2            | 0r           |  |
|  |             | Alex Kuznetsov | Alex Kuznetsov | 4           | 4           |  |  |              |                |                |              |              |  |

### Sezione 2
|  | Primo turno | Primo turno   | Primo turno   | Primo turno | Primo turno |  |  | Ultimo turno | Ultimo turno | Ultimo turno | Ultimo turno | Ultimo turno |  |
|  |             |               |               |             |             |  |  |              |              |              |              |              |  |
|  |             | Jesse Levine  | Jesse Levine  | 6           | 7           |  |  |              |              |              |              |              |  |
|  | 2           | Igor' Kunicyn | Igor' Kunicyn | 3           | 65          |  |  |              | Jesse Levine | Jesse Levine | 7            | 6            |  |
|  | 7           | Sam Warburg   | 6             | 5           | 6           |  |  | 7            | Sam Warburg  | Sam Warburg  | 63           | 1            |  |
|  |             | Maks Mirny    | 4             | 7           | 2           |  |  |              |              |              |              |              |  |

### Sezione 3
|  | Primo turno | Primo turno       | Primo turno       | Primo turno | Primo turno |  |  | Ultimo turno      | Ultimo turno      | Ultimo turno      | Ultimo turno | Ultimo turno |  |
|  |             |                   |                   |             |             |  |  |                   |                   |                   |              |              |  |
|  |             | Frédéric Niemeyer | Frédéric Niemeyer | 6           | 6           |  |  |                   |                   |                   |              |              |  |
|  | 3           | Amer Delić        | Amer Delić        | 3           | 4           |  |  | Frédéric Niemeyer | Frédéric Niemeyer | Frédéric Niemeyer | 6            | 3            |  |
|  |             | Jesse Witten      | Jesse Witten      | 6           | 6           |  |  | Jesse Witten      | Jesse Witten      | Jesse Witten      | 2            | 1r           |  |
|  | 8           | Mathieu Montcourt | Mathieu Montcourt | 4           | 3           |  |  |                   |                   |                   |              |              |  |

### Sezione 4
|  | Primo turno | Primo turno     | Primo turno     | Primo turno | Primo turno |  |  | Ultimo turno | Ultimo turno    | Ultimo turno | Ultimo turno | Ultimo turno |  |
|  |             |                 |                 |             |             |  |  |              |                 |              |              |              |  |
|  |             | Benedikt Dorsch | Benedikt Dorsch | 6           | 6           |  |  |              |                 |              |              |              |  |
|  | 4           | Wayne Odesnik   | Wayne Odesnik   | 3           | 2           |  |  |              | Benedikt Dorsch | 6            | 63           | 68           |  |
|  | 5           | Gilles Müller   | 6               | 68          | 6           |  |  | 5            | Gilles Müller   | 3            | 7            | 7            |  |
|  |             | Rajeev Ram      | 4               | 7           | 4           |  |  |              |                 |              |              |              |  |